# Złącza ciesielskie wzdłużne
Złącza ciesielskie wzdłużne

Złącze na nakładkę prostą, obcą

Zamek ukośny (znak piorunowy)

Złącze na nakładkę ukośną

- na nakładkę: prostą, ukośną, obcą;
- zamek ukośny (znak piorunowy);
- styk krzyżowy (styk na ćwiartki)